# Anne Leclercq
Anne Leclercq (1956) is een Belgische bestuurder en voormalig bankier.

## Levensloop
Anne Leclercq studeerde rechten aan de Katholieke Universiteit Leuven en behaalde een MBA aan de Vlerick Leuven Gent Management School en een diploma boekhouding en internationale financiën aan de Kellogg School of Management in Chicago in de Verenigde Staten.
Van 1980 tot 1998 werkte ze achtereenvolgens bij Continental Bank in Brussel, Continental Illinois in Chicago, Chase Manhattan Bank in Brussel en Crédit Lyonnais. In 1998 maakte ze de overstap naar het Federaal Agentschap van de Schuld, waar ze adjunct-directeur Tresorie en Kapitaalmarkten werd en in 2008 directeur Tresorie en Kapitaalmarkten, wat ze tot 2019 bleef. Van 2013 tot 2019 was Leclercq tevens voorzitter van het European Sovereign Debt Markets' Committee van de Europese Raad. Ook voerde ze verschillende opdrachten voor het Internationaal Monetair Fonds, de Wereldbank en de Organisatie voor Economische Samenwerking en Ontwikkeling uit.
Leclercq was tot eind 2022 bestuurder en voorzitter van de auditcomités van de KU Leuven, het UZ Leuven, KU Leuven Research & Development (LRD) en Z.org Leuven. Ook is ze bestuurder van het regionaal ziekenhuisnetwerk Plexus en De Warande. Verder bekleedt ze bestuursmandaten bij vastgoedbedrijf Warehouses De Pauw (sinds 2015), gasnetwerkbeheerder Fluxys (sinds 2018) en de bank BNP Paribas Fortis (sinds 2022), waar ze tevens voorzitter van het risicocomité is. Leclercq was ook bestuurder van de bank- en verzekeringsgroep Argenta.